# ایستگاه راه‌آهن سبزوار
ایستگاه راه‌آهن سبزوار، روستایی از توابع بخش مشکان شهرستان خوشاب در استان خراسان رضوی ایران است. نام گذاری این روستا به جهت نزدیکی به ایستگاه راه آهن سبزوار بوده است.

## جمعیت
این روستا در دهستان مشکان قرار دارد و براساس سرشماری مرکز آمار ایران در سال ۱۳۹۰، جمعیت آن ۲۶ نفر (۸خانوار) بوده‌است.